# Franz Rohr von Denta
Franz svobodný pán Rohr von Denta (německy Franz Josef Karl Freiherr Rohr von Denta, maďarsky dentai báró Ferenc József Károly Rohr) (30. října 1854 Arad, Banát, dnešní Rumunsko – 9. prosince 1927, Rodaun) byl rakousko-uherský polní maršál a vojevůdce první světové války. V c. k. armádě sloužil jako absolvent vojenské akademie od roku 1876, působil jako štábní důstojník u různých jednotek, později zastával vysoké funkce na ministerstvu války a ve vojenském školství, v letech 1913–1914 byl vrchním velitelem uherské královské zeměbrany. V počáteční fázi první světové války se vyznamenal jako jeden z vrchních velitelů na italské frontě. V hodnosti generálplukovníka byl později přeložen na východní frontu, kde setrval do jara 1918. V roce 1917 byl povýšen na barona a v armádě dosáhl v roce 1918 nejvyšší hodnosti polního maršála. 

## Životopis

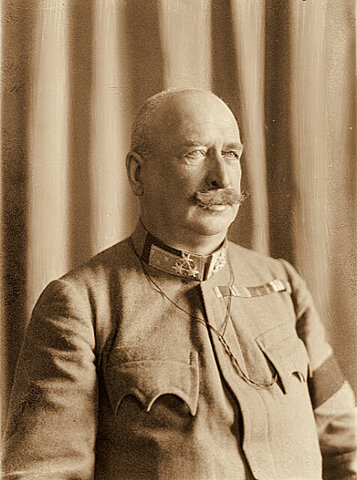
Franz Rohr von Denta

Franz Rohr se narodil jako syn c.k. kapitána a štábního ekonoma Josefa Rohra v Aradu v Banátu (dnešní Rumunsko). Matka Rosalie Žaludová byla z Vysokého Mýta. Dědeček Josef Rohr byl truhlářem v Dlouhé Vsi u Rychnova nad Kněžnou. Franz Rohr strávil dětství podle otcova služebního zařazení postupně ve Lvově a Brašově, poté navštěvoval gymnázium ve Vídni. První vojenskou průpravu získal na kadetní škole v Sankt Pölten a v letech 1872–1876 studoval na Tereziánské vojenské akademii ve Vídeňském Novém Městě. Do armády vstoupil v roce 1876 jako poručík ke 3. hulánskému pluku ve Vídni. V letech 1879–1882 si doplnil vzdělání na Válečná škola (K.u.k. Kriegsschule) ve Vídni a v roce 1881 byl v hodnosti nadporučíka zařazen do sboru důstojníků generálního štábu. Krátce sloužil v Černovicích a v letech 1883–1886 působil přímo na generálním štábu. Poté vystřídal službu u různých posádek (Klagenfurt, Bela Crkva, Krakov) a mezitím postupoval v hodnostech (kapitán 1883, major 1891). Jako podplukovník (1894) se stal zástupcem velitele 5. husarského pluku v Prešpurku. V roce 1896 byl povýšen na plukovníka a byl jmenován přednostou 6. oddělení na ministerstvu války. V letech 1897–1901 byl šéfem štábu 2. armádního sboru ve Vídni. V roce 1901 přešel k uherské zeměbraně a stal se velitelem 78. zeměbraneckého pluku v Satu Mare.
V roce 1903 byl povýšen do hodnosti generálmajora a převzal velení 73. zeměbranecké brigády v Prešpurku, poté velel dalším jednotkám uherské zeměbrany v Székesfehérváru a Budapešti, mezitím v roce 1907 dosáhl hodnosti polního podmaršála. V roce 1909 znovu krátce působil na ministerstvu války a v letech 1909–1913 zastával funkci generálního inspektora vojenského vzdělávání a vojenských škol. V roce 1911 dosál hodnosti generála jezdectva a v letech 1913–1914 zastával funkci vrchního velitele uherské zeměbrany, zároveň byl sekčním šéfem na ministerstvu války.

### První světová válka
Na začátku první světové války byl jmenován vrchním velitelem vojenských jednotek od Štýrského Hradce po Innsbruck. V květnu 1915 vyhlásila Itálie válku Ústředním mocnostem a Rohr byl velitelem armádní skupiny, která nesla jeho jméno (Armeegruppe Rohr). Pod Rohrovo velení patřily čtyři divize, dva obrněné vlaky, dělostřelecká baterie a letecká rota. Úspěšně uhájil Korutansko, zúčastnil se prvních bojů na Soči a následně byla jeho armádní skupina transformována na 11. armádu. V roce 1916 byl povýšen na generálplukovníka a převzal velení 1. armády od Arthura Arze von Straußenburg na východní frontě. Jeho úkolem bylo bránit s touto armádou Sedmihradsko a Bukovinu, kde v té době bránil ofenzivě Kerenského. Po porážce Rumunska byl k datu 1. února 1918 povýšen do nejvyšší možné hodnosti polního maršála. Po ukončení bojů na východní frontě na jaře 1918 žil jako soukromá osoba ve Vídni, Innsbrucku, Meranu nebo Györu, v září 1918 byl povolán k císařskému dvoru do Vídně v čestné hodnosti kapitána uherské královské gardy. K datu 1. prosince 1918 byl v armádě penzionován.. Po zániku monarchie mu byla později potvrzena hodnost polního maršála v Maďarsku. 
Franz baron Rohr von Denta zemřel 9. prosince 1927 ve věku 73 let v Rodaun u Vídně a je pohřben na tamějším hřbitově. Od roku 1891 byl ženat s Marií Silva von Silvas, dcerou c. a k. plukovníka von Silvas. Z manželství se narodili synové Rudolf a Stephan, oba sloužili u c. k. námořnictva a za první světové války dosáhli hodnosti kapitána.

## Tituly a ocenění
Jako velitel uherské zeměbrany obdržel v roce 1913 titul c. k. tajného rady s nárokem na oslovení Excelence. Od roku 1913 byl zároveň čestným majitelem pěšího pluku č. 48 dislokovaného v Nagykanizsi. V roce 1917 byl povýšen do stavu svobodných pánů. Během vojenské kariéry získal řadu ocenění v Rakousku-Uhersku i v zahraničí. Za zásluhy na italské frontě získal v roce 1916 čestné občanství v Klagenfurtu.

### Rakousko-Uhersko
- Vojenská záslužná medaile (1897)
- Jubilejní pamětní medaile (1898)
- Řád železné koruny III. třídy (1900)
- rytířský kříž Leopoldova řádu (1908)
- Vojenský jubilejní kříž (1908)
- Řád železné koruny I. třídy (1914)
- Vyznamenání za zásluhy o Červený kříž s válečnou dekorací (1915)
- velkokříž Leopoldova řádu s válečnou dekorací (1916)
- Vojenský záslužný kříž I. třídy s válečnou dekorací (1917)
- Vojenská záslužná medaile s válečnou dekorací (1918)

### Zahraničí
- Řád sv. Alexandra III. třídy (1899, Bulharsko)
- Řád lva a slunce II. třídy (1900, Persie)
- Řád Takova II. třídy (1900, Srbsko)
- Řád vycházejícího slunce III. třídy (1912, Japonsko)
- Řád červené orlice II. třídy (1901, Německo)
- Železný kříž II. třídy (1916, Německo)
- Železný kříž I. třídy (1918, Německo)
- velkokříž Řádu červené orlice (1918, Německo)

Jeho jméno nesou kasárna ve Villachu.